# آشوت بگلریان
آشوت ارنستی بگلریان (ارمنی: Աշոտ Էռնեստի Բեգլարյան؛ زادهٔ ۱ اوت ۱۹۶۸) نویسنده، روزنامه‌نگار و مترجم اهل جمهوری آرتساخ است.

## زندگی‌نامه
آشوت بگلریان در سال ۱۹۶۸ در استپاناکرت به دنیا آمد. وی فرزند ارنست بگلریان شاعر می‌باشد. وی از دپارتمان ادبیات و زبان روسی دانشگاه دولتی ایروان فارغ‌التحصیل شد. وی آثار خویش را در سن ۱۹ سالگی به چاپ رسانیده‌است. وی بیشتر به زبان روسی می‌نویسد. داستان‌های کوتاه و مقالات آشوت بگلریان … وبسایت‌ها در استپاناکرت، ایروان، مسکو، سن پترزبورگ، نیژنی نووگورود، روستوف-نا-دونو، نووچرکاسک، تومسک و دیگر شهرهای روسیه، بعلاوه در آبخاز، گرجستان، قزاقستان، بلاروس، اوکراین، بلغارستان، اسلواکی، بریتانیا، آلمان، کانادا و ایالات متحده آمریکا به چاپ رسیده‌است. بر مبنای داستان کوتاه "The House, which Fired" نوشته آشوت بگلریان نخستین فیلم کوتاه داستانی در جمهوری آرتساخ فیلمبرداری شد. وی روزنامه‌نگار حرفه‌ای می‌باشد. در دوره‌های مختلف وی به عنوان خبرنگار برای روزنامه‌های ایروان "Voice of Armenia" و "New Time" آژانس‌های خبری ارمنستان "SNARK" و "ArmInfo", British Institute for War and Peace، آژانس فدرال روسیه "REGNUM", Interfax Information Services Group، مجله نماینده دومای دولتی فدراسیون روسیه "The Caucasus Expert" و نشریات ارمنی چاپ روسیه و غیره فعالیت نموده‌است. بین دسامبر ۱۹۹۸ و سپتامبر ۲۰۱۳ وی در وزارت امورخارجه جمهوری آرتساخ فعالیت می‌کرد. در اکتبر ۲۰۱۳ آشوت بگلریان به عنوان دستیار رئیس‌جمهور جمهوری آرتساخ منصوب شد.

## آثار
- در ۲۰۰۴ -
- در ۲۰۱۳–۲۰۱۱ -
- در ۲۰۱۳ -
- در مه ۲۰۱۴ -
- در ۲۰۱۴ -
- در ۲۰۱۴ -
- در ۲۰۱۵ -
- در ۲۰۱۵ -
- در ۲۰۱۶ -
- در ۲۰۱۷ -
- در ۲۰۱۷ -
- در ۲۰۱۸ -

## شرکت در جنگ قره‌باغ
آشوت بگلریان در نبردهایی برای دفاع از مرزهای جمهوری آرتساخ شرکت نموده‌است و در جریان این نبردها به شدت مجروح شده‌است.

## عضویت در سازمان‌ها
- عضو اتحادیه روزنامه‌نگاران جمهوری آرتساخ
- عضو باشگاه خبری استپاناکرت
- عضو انجمن بین‌المللی قفقاز جنوبی
- عضو اتحادیه نویسندگان
- عضو اتحادیه نویسندگان جمهوری آرتسان
- عضو اتحادیه نویسندگان جمهوری ارمنستان
- عضو اتحادیه نویسندگان روسیه ۰۲۰۱۵)